# 第6號交響曲 (貝多芬)

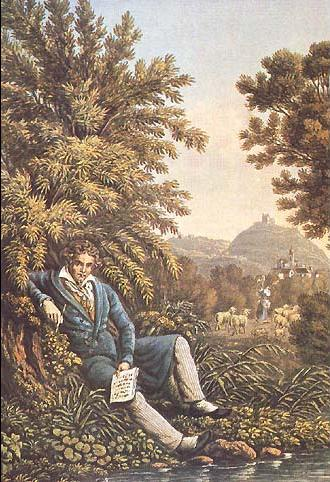
贝多芬在溪边构思（想象画）

F大调第6號交響曲《田园》（義大利語：Pastorale）是路德維希·范·貝多芬第68號作品，作于1808年，於當年12月22日的音乐会上首演。这部作品共五乐章，模仿了自然。各乐章都有小标题，其具有自然主义倾向的的声响效果，对于交响乐形式和结构的开创性变革，都大大提升了标题音乐的地位。

## 背景

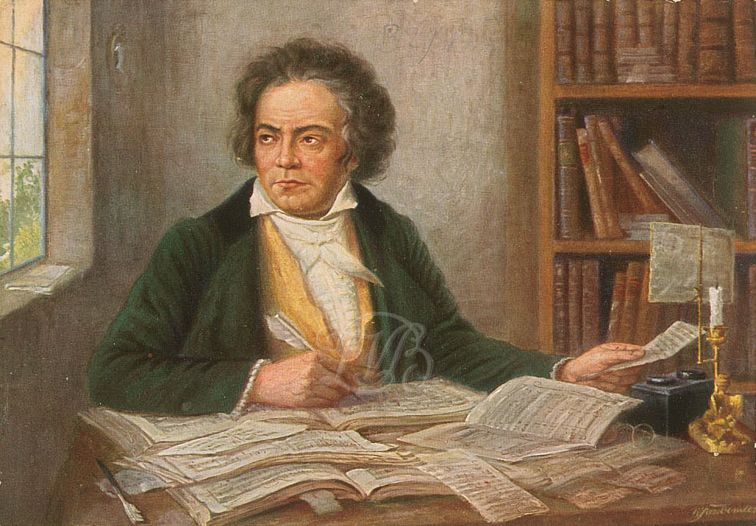
贝多芬创作《田园交响曲》

### 创作历程
该作品与贝多芬著名的第5號交響曲《命运》作于同时，但内容却大不一样。貝多芬天生愛好自然，曾花盡大半時間踏遍郊野。他頻繁地離開維也納，為的是到偏遠的鄉郊工作。他在1808年夏天的书信中说：“我在灌木、大树、草坪和岩石间行走的时候，是多么快乐啊！因为树丛、花草和岩石，都能给人以共鸣。”人们在他1803年的笔记本中找到了这样的话：“河愈大，调愈沉”，说明他通过观察自然汲取灵感。

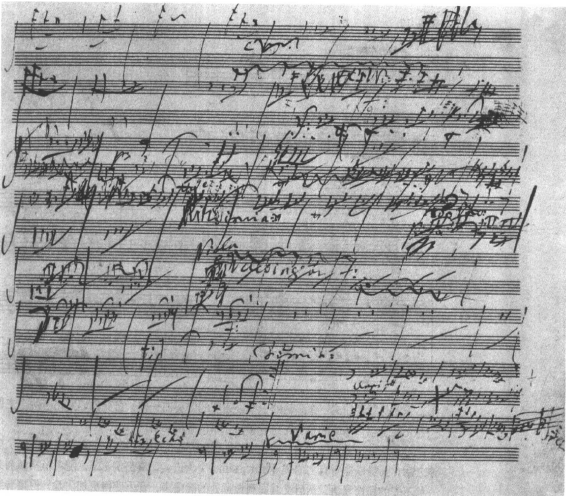
貝多芬第六交響曲的手稿

《田园》就是根据贝多芬在海利根斯塔特的体验写成的。他並不是首位以交響乐描述大自然的作曲家，之前的約瑟夫·海頓曾於1802年首演的清唱劇《四季》；然而他的技巧而要更高一筹，使得全曲充满了对自然的敏感捕捉和对心境的出色描摹。

### 首演
1808年12月22日在維也納河畔劇院首演，與第5號交響曲一同問世。在首演時亦曾以「重拾鄉郊的集體回憶」為題。

## 分析

### 配器
该交响曲采用双管制，所需乐队规模较小。
|  | 木管乐器 短笛（第四乐章） 2 长笛 2 双簧管 2 单簧管（降B调） 2 巴松管 | 铜管乐器 2 圆号 2 小号（第三、四、五乐章） 2 长号（第四、五乐章） 打击乐器 定音鼓（第四乐章） | 弦乐器 第一、第二小提琴 中提琴 大提琴 低音提琴 |

依照工具書《管弦樂作品手冊》指示，上述之配器可簡記為"*3 2 2 2—2 2 2 0—tmp—str"。

### 结构
该交响曲突破了古典乐派交响曲的四乐章传统，包含如下五个乐章：
1. 到達鄉郊，復甦輕鬆的心情。不太快的快板（Erwachen heiterer Empfindungen bei der Ankunft auf dem Lande. Allegro ma non troppo）
2. 小河旁邊之情景。甚慢的行板（Szene am Bach. Andante molto mosso）
3. 乡民们快樂的集會。快板（Lustiges Zusammensein der Landleute. Allegro）
4. 暴風雨。快板（Gewitter. Sturm. Allegro）
5. 天霁后牧羊人感恩之歌。稍快板（Hirtengesang. Frohe und dankbare Gefühle nach dem Sturm. Allegretto）

全长约40分钟。最后三个乐章之间没有间歇。
第一乐章
F大调，奏鸣曲式。开头平静、优美，渐渐变得积极、热切，描绘了作曲家初到乡间的感受。共有7个不同的动机。開頭是一個平靜但有活力的樂句，並由此引發出了主題。發展部中，主題的一個下行動機進行了不斷的重複，多彩的配器營造出了生機盎然的氣氛。該樂章使用了微縮的手法，將十分簡短的動機多次變形。
第二乐章

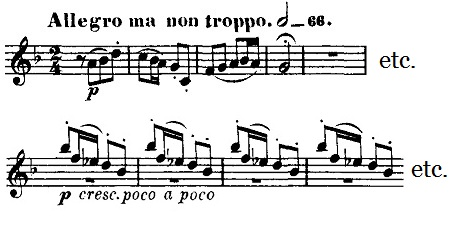
第一樂章的引子與下降動機

降B大调（F大调的下属调），十二-八拍，奏鸣曲式。开头弦乐器演奏出一个模拟流水的动机；大提琴部分有所分工，只有两位乐手演奏流水动机，其余的与低音提琴一同作拨弦的伴奏。
該樂章緩和、寧靜，描繪了作者陶醉於小溪邊美麗景緻時的感受。尾聲從第124小節開始。樂章結尾處（第130小節）有一個由三種木管樂器演奏的華彩段，模擬了三種不同的鳥叫聲。貝多芬在樂譜上作出了標示：夜鶯（長笛）、鵪鶉（雙簧管）、布穀鳥（單簧管）。這一做法在當時引起了爭議。
第三乐章

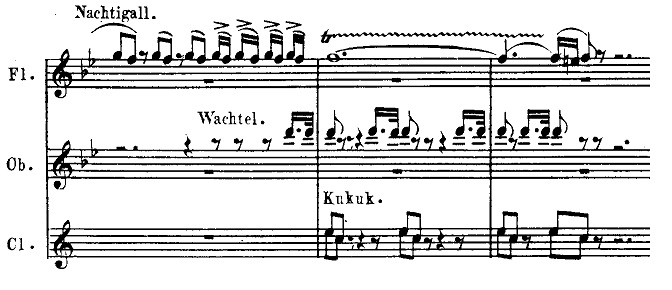
第二樂章中的“鳥鳴”樂段。

F大调，谐谑曲。此乐章描绘了人们欢快的舞蹈。结构与平常的谐谑曲（谐谑曲—三声中部—谐谑曲）不大相同，如下所示：
谐谑曲—三声中部—二四拍插部—谐谑曲—三声中部—二四拍插部—谐谑曲（缩短）
也就是說，諧謔曲和三聲中部都出現了兩次，而且每次都插入了一段迅急的二四拍旋律。這種處理使得時間增長不少，故而貝多芬刪去了其中的重複。 狄奧多·阿多諾稱，諧謔曲和三聲中部由於都處於同一調性，使得該樂章更具有整體性，彷彿就是一組舞曲。
開始的引子和諧謔曲主題包含類似的動機，但一個在F大調，另一個在D大調。最後的諧謔曲再現時，故意出現了走調的音，意在善意地調侃鄉間的蹩腳樂手。此後速度加快，更為奔放，但隨即戛然而止，為緊接著的風暴做下準備。
第四乐章
f小調，四四拍。顧名思義，此樂章描繪了一場劇烈的雷陣雨。該樂章採用了現實手法，一開始由低音弦樂的和弦、小提琴到之後的定音鼓、長號營造出雷雨的氣氛，发展出一个激烈的高潮。其中也有模仿大风和降雨的乐段。最终雨过天晴，雷声渐行渐远，木管乐器吹奏出一个上行的美好旋律，可以看作初霁时的彩虹，并直接进入末乐章。该乐章有着非凡的震撼力。
由于第四乐章并没有得到解决，与第五乐章关系紧密，因而有评论家将它看作末乐章的一个长引子。这并非没有先例：莫扎特的第4号弦乐五重奏也在安宁的末乐章之前加入了一个长而暴烈的序幕。
第五乐章

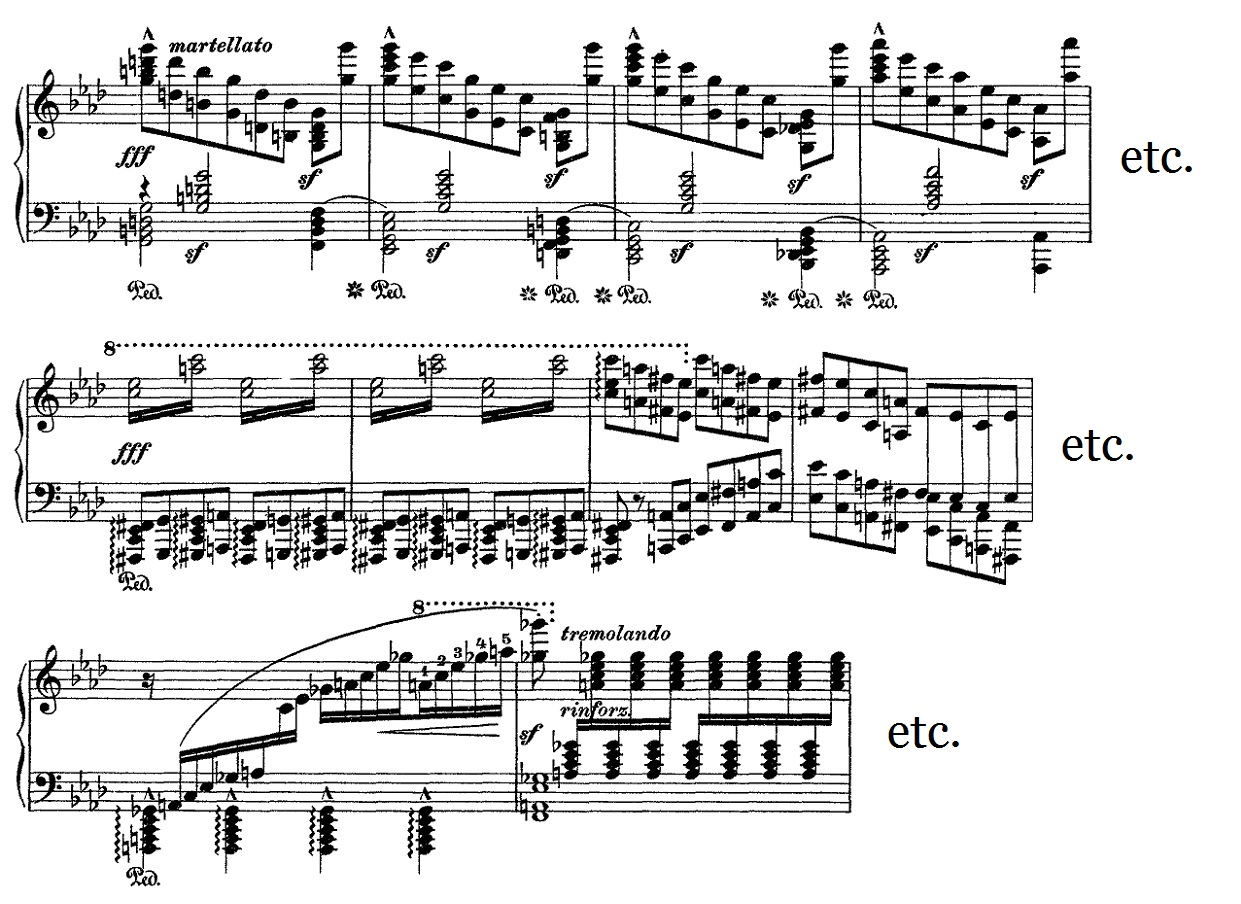
暴風雨部分選段，鋼琴獨奏譜，李斯特改編

F大調，六八拍，奏鳴迴旋曲式 。開始的八小節起承前啟後的作用，真正的主題從第9小節開始。第一主題也有八小節長，有著對稱性，旋律簡潔樸素，在這裡象徵牧羊人感恩的歌謠。第二主題由顫音裝飾，悠揚如牧歌。主題進行變化時，弦樂部分有不斷的震音進行變奏。發展部的開頭主題重現一遍。整個樂章溫暖、甘美，不失簡潔，被稱作“真正的田園風格”。

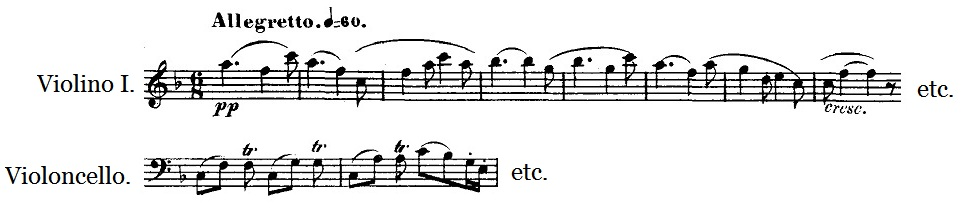
第五樂章的第一主題（第一小提琴部分）與第二主題（大提琴部分）

安托尼·霍普金斯將末樂章的尾聲稱為全曲最精緻的音樂。開始時十分靜謐，但漸漸發展到了幾乎全部樂器齊鳴的狂喜地步，同時第一小提琴急速在高音區演奏三連音。然後有一段祈禱一般的弱奏，許多指揮家都在這裡放慢了速度。簡單地對前面內容作出回顧之後，全曲以兩個和諧的和弦結束。

## 评价与影响
柏辽兹在其对贝多芬交响曲的分析论文中对该作品作出了极高的评价：
|  | 這一令人驚嘆的圖景，應該由普桑設計，由米開朗基羅執筆…… 那些偉大、崇高而美麗的古代詩篇，在這一音樂的奇蹟面前也變得蒼白！ …… 把臉藏起來吧，可憐的古董詩人們，可憐的凡人；你們中規中矩的語言，儘管純淨和諧，卻也比不過聲響之藝術。 ……是的，偉大而可敬的詩人們，你們被打敗了。 |

- 模仿鸟鸣的争议
該作品第二樂章結尾處，有三種木管樂器模仿了小溪邊的鳥鳴。這一幾乎是自然主義的樂段，在當時引起了相當大的爭議。囿於古典主義的傳統觀念，人們認為如此粗糙、未經處理的聲響，根本不適宜用在交響曲中，甚至不能被稱為音樂。[5]但柏遼茲對貝多芬進行了辯護，認為他的手法相當高明，有著相當的感染力。並稱如果“鳥鳴聲是幼稚的模仿”，那對“風暴中的電閃雷鳴、風起雲湧”又該作何評價[4]；更稱這時貝多芬已幾乎耳聾，這些鳥鳴聲可以說是對於聲響世界的回憶和緬懷。
- 柏遼茲的《幻想交響曲》（尤其是第三樂章）深受該作品的影響。[6]
- 贝多芬自己的《槌子键琴奏鸣曲》的谐谑曲乐章与该作品结构类似。
- 狄奧多·阿多諾認為布魯克納交響曲[哪個／哪些？]中的諧謔曲樂章，就是以該作品為樣板。[3]

## 外部連結
分析著作
- Hopkins, Antony. . Scolar Press. 1996. ISBN 1-85928-246-6.
- Jones, David Wyn. . Cambridge University Press. 1995. ISBN 0-521-45684-3.
- Rosen, Charles.  2nd edition. New York: WW Norton & Company. 1997. ISBN 0-393-31712-9.

乐谱
- 貝多芬第6號交響曲：国际乐谱典藏计划上的乐谱

录音录影
- 田園交響曲樂曲賞析錄影 （页面存档备份，存于）
- 采访克里斯托弗·埃申巴赫 （页面存档备份，存于）